# Heinz Hoffmann
Heinz Hoffmann (Mannheim, Alemanha, 28 de novembro de 1910 – Strausberg, República Democrática da Alemanha, 2 de dezembro de 1985) foi ministro da Defesa Nacional no Conselho de Ministros da República Democrática Alemã, e desde 2 de outubro de 1973 membro do Politburo do Comitê Central do Partido Socialista Unificado (SED).

## Serviço na Guerra Civil Espanhola
Por alguns meses, em 1936 e 1937, frequentou a escola militar em Ryazan conduzida pela Academia Militar Frunze em preparação para o serviço com as forças republicanas na Espanha. Após a formatura, recebeu o posto de tenente. De 1937 a 1938 serviu na 11ª Brigada Internacional na Guerra Civil Espanhola. Sob o pseudônimo de "Heinz Roth", foi Comissário de Bateria no Batalhão Hans Beimler. Ele assumiu o comando do Batalhão depois que seu comandante foi ferido. Ele próprio foi gravemente ferido nas pernas e no abdômen por tiros de infantaria ao sul de Quijorna. Hoffmann ficou internado em Madri por alguns meses e depois se transferiu para uma clínica em Eaubone, na França, onde se recuperou de 1938 a 1939. De abril de 1939 a novembro de 1940, ele continuou a se recuperar de seus ferimentos na União Soviética.

## Treinamento na União Soviética
A partir de março de 1941, ele participou de um curso especial do Comintern em Pushkino, noroeste de Moscou. Além de um extenso treinamento em ciências sociais, ele também foi ensinado assuntos militares. Isso incluiu treinamento em sabotagem de retaguarda com outros exilados alemães. Ele foi medicamente desqualificado do treinamento depois que saltos de paraquedas agravaram seus ferimentos anteriores nas pernas. Hoffmann foi então selecionado para trabalhar em campos de prisioneiros de guerra alemães depois de ajudar a NKVD soviética no interrogatório de prisioneiros. De 1942 a 1944, Hoffmann foi professor na Escola Antifascista, primeiro no território de Gorki, e depois em Krasnogorsk. Em 1945, Hoffman chefiou a Escola do Partido nº 12 em Moscou.

## Funcionário do Partido na Zona de Ocupação Soviética e na Alemanha Oriental
Em janeiro de 1946, ele retornou a Berlim e foi inicialmente na equipe pessoal de Wilhelm Pieck, e mais tarde na equipe de Walter Ulbricht. De 1950 até sua morte, Heinz Hoffmann foi membro do Parlamento da Alemanha Oriental (Volkskammer) e foi candidato ao Comitê Central do Partido Socialista Unificado da Alemanha (SED). Em 1952 integrou o Comitê Central da SED. Hoffmann pertenceu ao Politburo da SED de 1973 até sua morte em 1985.

## Carreira militar
A partir de 1949, Hoffmann esteve envolvido no estabelecimento das forças armadas da Alemanha Oriental. Foi primeiro vice-presidente da Administração Alemã do Interior e chefe do Departamento de Cultura Política com o posto de inspetor-geral. Em 1950, Hoffmann foi nomeado chefe da Administração Principal para o Treinamento (HVA), o antecessor imediato da Polícia Popular Quartelada. Durante o estabelecimento de Kasernierte Volkspolizei (KVP) ele foi em 1 de julho de 1952 feito seu chefe, sendo promovido a tenente-general em outubro de 1952. Hoffmann ocupou esse cargo até 1955. De 1955 a 1957, Hoffmann estudou na Academia de Estado-Maior de Voroshilov da União Soviética. Devido a esse treinamento, ele não estava na Alemanha Oriental quando o novo Exército Nacional Popular foi fundado.
Após seu retorno da União Soviética, ele serviu de 1957 a 1960 como o primeiro vice-ministro da Defesa Nacional, e de 1958 a 1960 também servindo como chefe de gabinete. Em 1959 foi promovido a coronel-general e em 1961 a general de exército. Em 1960, Hoffmann foi promovido como sucessor de Willi Stoph como Ministro da Defesa Nacional da RDA, servindo nessa posição até sua morte. Com a elevação ao cargo de ministro, tornou-se também membro do Conselho de Defesa Nacional.
Após sua morte, a 9ª Divisão Blindada do Exército da Alemanha Oriental recebeu o nome de Heinz Hoffmann, assim como a Grottkauer Straße no distrito de Hellersdorf, em Berlim, foi renomeada Heinz-Hoffmann-Straße.